# Klas Fleming (1592–1644)

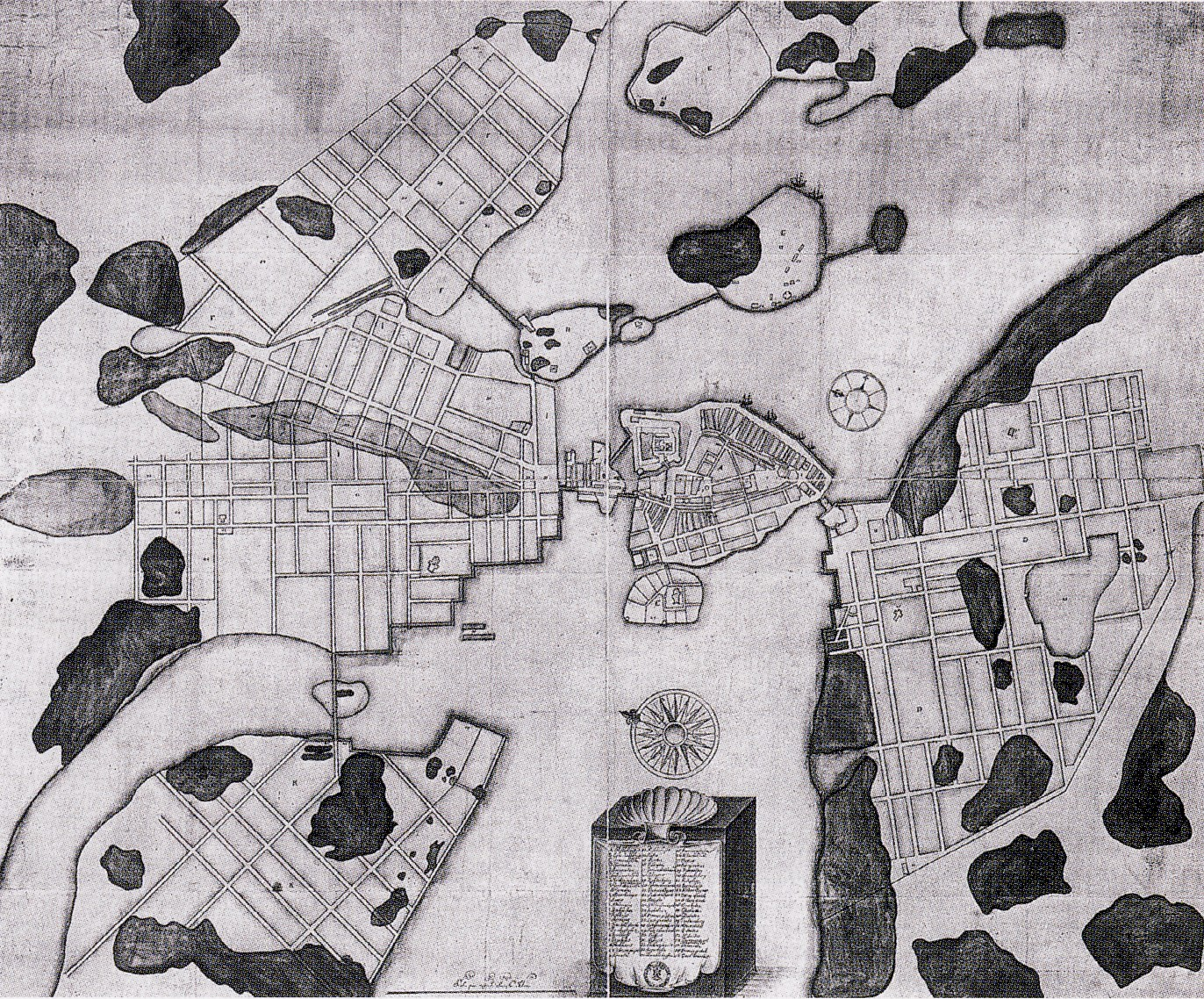
Klas Flemings rutnätsplan för Norrmalm, Gamla stan och Södermalm (norr är åt vänster), omkring 1640.

Klas Fleming, född i mars 1592 i Villnäs, nordväst om Åbo i landskapet Egentliga Finland, då en del av Sverige, död 26 juli 1644 ombord på sitt fartyg i Kielbukten, var en svensk amiral, riksråd, överståthållare och stadsplanerare.

## Biografi
Klas Fleming var son till ståthållaren Lars Hermansson Fleming (1545–1602) och Anna Henriksdotter (Horn af Kanckas), född 1560. Vid 26 års ålder gifte han sig 1618 med Anna Göransdotter Snackenborg. Tjugo år senare, 1638, gifte han sig med änkegrevinnan Helena av Visingsborg, född friherrinnan Bielke. Med sina bägge fruar fick han tre söner och tre döttrar. Han var far till Barbro Fleming, Herman Fleming (1619–1673), lagman, riksråd, amiral, överståthållare, Lars Claesson Fleming (1621–1699) lagman, landshövding, riksråd, kammarherre, och Göran Fleming (1628–1667), diplomat, riksråd, överkammarherre, rikskammarråd.
Fleming anses tillsammans med Henrik af Trolle och Hans Wachtmeister vara den svenska flottans bästa organisatör genom tiderna.[källa behövs] Samtidigt blev han medskyldig till regalskeppet Vasas förlisning. Trots att ett stabilitetsprov vid Skeppsbron visade att fartyget var alldeles för rankt lät han fartyget avsegla, mot sin förlisning. Klas Fleming blev även känd som den som genomförde regleringen av Stockholms utbyggnad på malmarna.
Fleminggatan på Kungsholmen i Stockholm fick sitt namn 1885 efter amiralen Klas Fleming. Han var född på herrgården Villnäs slott i Villnäs, som då tillhörde Sverige. Villnäs ägdes i över trehundra år av ätten Fleming och i över hundra år (1795–1903) av ätten Mannerheim. Klas Fleming blev Stockholms förste överståthållare och utnämndes som sådan 1634. Under sin ämbetstid bedrev han ett omfattande arbete med reglering av stadens gatunät och med rationalisering av stadsförvaltningen. Fleminggatan ingår i kategorin "fosterländska och historiska namn".
Fleming deltog i kriget 1612 mot Ryssland där hans agerande uppskattades av konungen. Redan 1620 blev han amiral och spelade fram till sin död en synnerligen viktig roll som organisatör av den svenska flottans modernisering.
År 1634 utnämndes han till överståthållare i Stockholm och gjorde värdefulla insatser vad gäller stadens planering, bland annat malmarnas gatunät (se även Flemings rutnätsplan).
På 1630-talet grundade han Vira bruk (beläget på hans säteri Mälby mellan Åkersberga och Norrtälje) där vapensmeder, sannolikt från trakten av Solingen producerade vapen till 30-åriga kriget
| ”                              | När Konungen i vänlighet ålägger Fleming att besörja klingsmidets införande i Riket, så anlägger han sjelf Vira bruk på sin gård i Riala socken, sedan han sett Konungens förlägenhet med armén, som fördes till Rigas belägring, då värjor måste sammanhämtas ifrån de hemmavarande soldater, för att beväpna de utgående. | „ |
| – Gustav II Adolf, hösten 1621 | |   |

Vid sidan av sina administrativa gärningar fortsatte han hela tiden sin aktiva tjänst i flottan. 1644 förde han befäl över en flottstyrka han själv till stor del satt samman och som utmärkte sig flera gånger mot danskarna. Efter att ha erövrat Fehmarn 29–30 juni 1644 tillsammans med Lennart Torstenson drabbade han 1 juni samman med den danska kung Kristian IV vid denna ö. Striden slutade oavgjort och Fleming drog sig undan till Kielfjorden där han träffades av en förlupen dansk kula som två timmar senare ändade hans liv. För hans förtjänster upphöjdes hans barn i friherrlig värdighet 1651.

## Familj
Fleming gifte sig första gången 24 november 1618 med Anna Göransdotter (Snakenborg) (död 1637), dotter av assessorn Göran Snakenborg och Barbro Nilsdotter (Cruus af Edeby). De fick tillsammans barnen Herman Fleming (1619–1673), Lars Fleming (1621–1699), en son (född 1622), en son (född 1623), Barbro Fleming (1624–1693) som var gift med friherre Erik Sparre, Anna Fleming (1626–1651), Göran Fleming (1628–1667), Margareta Fleming (född 1630) och en dotter (född 1632).
Fleming gifte sig andra gången 12 augusti 1638 med friherrinnan Elena Bielke (1592–1651), dotter till ståthållaren Claes Bielke och Elsa Bielke.